# 63163 Jerusalem
63163 Jerusalem este o planetă minoră (asteroid), cu un diametru de 4,339 km, din centura de asteroizi. A fost descoperită pe 23 decembrie 2000 la Observatorul Kleť de Michal Kočer⁠(d) și a fost numită după Ierusalim. 
Obiectul prezintă o orbită caracterizată de o semiaxă mare de 2,2896263276457 UAi, o excentricitate de 0,21, o înclinație de 25,2 ° în raport cu ecliptica.